# Feevispa
Die Feevispa (auch Feeru Vispa) ist ein Zufluss der Saaservispa im Schweizer Kanton Wallis.

## Verlauf
Der rund fünf Kilometer lange Bach entspringt im Gemeindegebiet von Saas-Fee auf einer Höhe von etwa 2725 m ü. M. Er nimmt, nordöstlich fliessend, noch vor dem Dorf Saas-Fee von links den Torrenbach auf. Er passiert das Dorf am östlichen Rand und setzt seinen Lauf in einer tief eingeschnittenen Schlucht fort, die zu Beginn von der Panoramabrücke überspannt wird. Am Talboden bei Saas-Grund angelangt, ändert er seinen Lauf nach Norden und mündet auf rund 1571 Metern Höhe in die Saaservispa.

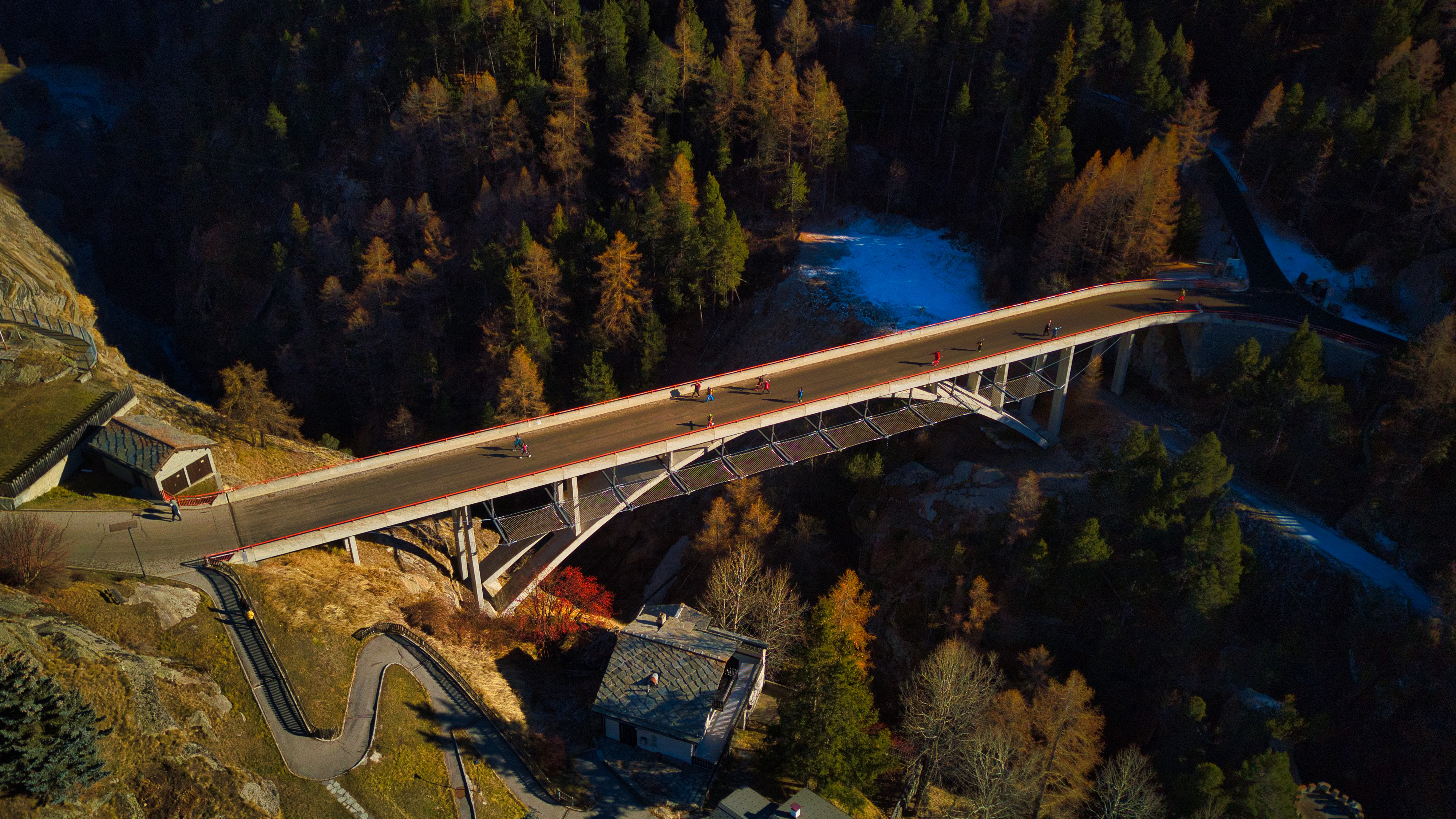
Panoramabrücke
- Drohnenaufnahmen aus der Schlucht
Verlauf mit Mündung in die Saaservispa (links unten). Luftbild von 1964

## Umfeld
Westlich der Feevispa verläuft vom Talboden bei Saas-Grund bis ins Dorf Saas-Fee der denkmalgeschützte Kapellenweg. Kurz vor dem Ende steht dessen bedeutendstes Bauwerk, die Kapelle Maria zur Hohen Stiege.